# Biserica „Adormirea Maicii Domnului” din Veneția de Jos
Biserica „Adormirea Maicii Domnului” din Veneția de Jos este un monument istoric aflat pe teritoriul satului Veneția de Jos, comuna Părău. În Repertoriul Arheologic Național, monumentul apare cu codul 41603.04.

## Localitatea
Veneția de Jos, mai demult Venetia de Jos (în maghiară Alsóvenice, în germană Untervenitze; Unter-Wenitze; Unter-Venedig, colocvial Vineția) este un sat în comuna Părău din județul Brașov, Transilvania, România. Prima mențiune documentară este din anul 1235.

## Biserica
Zidirea bisericii din Veneția de Jos a început-o preotul Ioan (Ionașcu) Comanici, în anul 1790, ajutat de negustorul David Lațcu Boeriul, un localnic înstărit. Lăcașul de cult, construit din piatră și cărămidă, a fost terminat în anul 1795, dovadă fiind crucea de lemn de pe catapeteasmă, pictată frumos și pe spate având scris anul 1795. Pictura bisericii a fost realizată între anii 1801-1818, pe cheltuiala negustorului brașovean Dimitrie Scurtu, de către pictorul Teodor Zugravul, împreună cu fiii săi. Se păstrează pictura originală, în frescă, atât în interiorul bisericii, cât și pe partea exterioară a altarului. Clopotul mare al bisericii este cel original, comandat de preotul Gheorghe Comanici, turnat în atelierul meșterului sas Albert Gottschling din Brașov, în anul 1847. Biserica a fost renovată și consolidată în anul 1930. Lăcașul de cult a trecut printr-un amplu proces de renovare între anii 2014-2018. Pentru că nu s-au găsit mărturii ale sfințirii lăcașului de cult de către un arhiereu, biserica veche din satul brașovean a fost târnosită la încheierea lucrărilor de Laurențiu Streza, mitropolitul Ardealului.

## Imagini

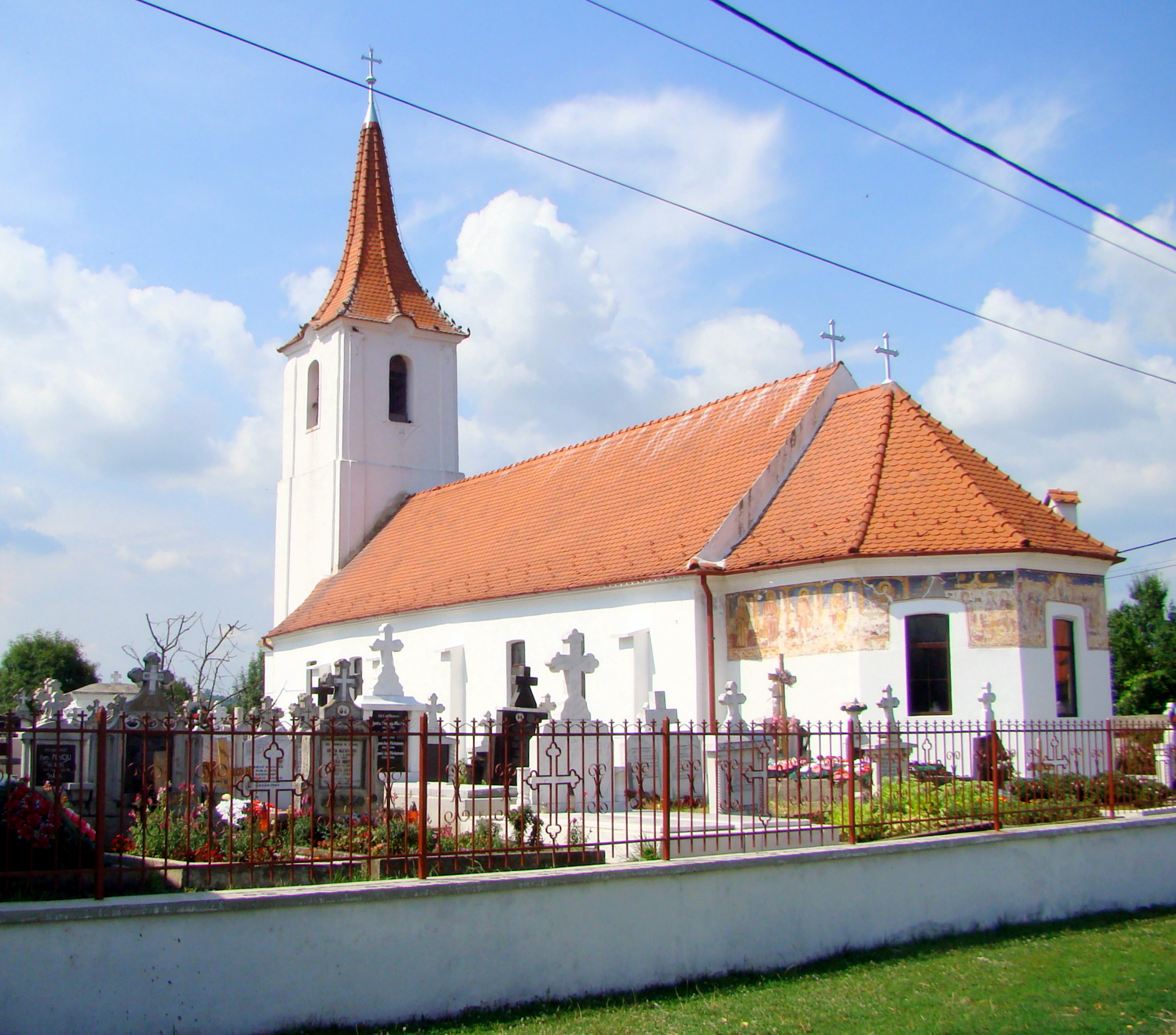
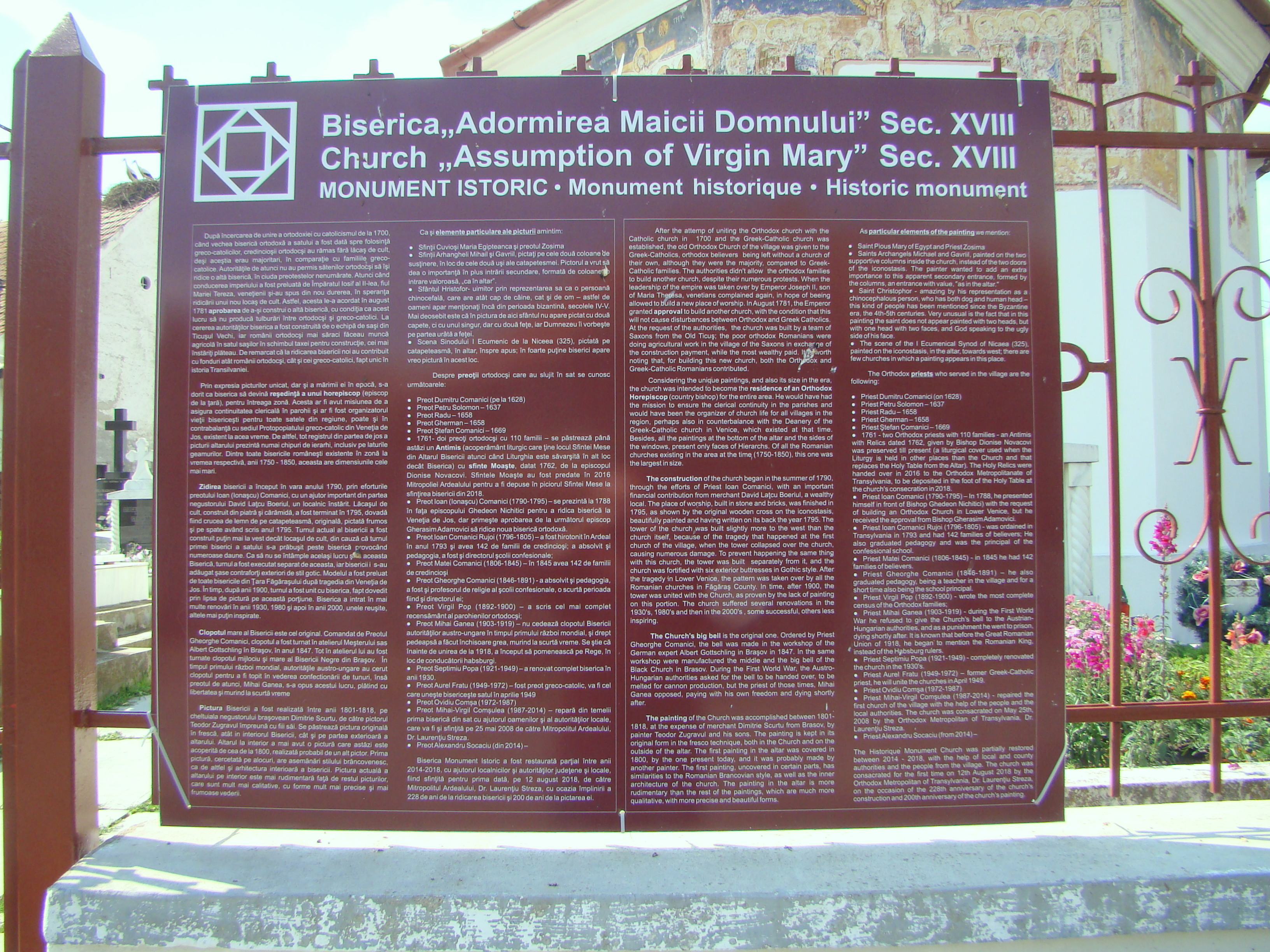
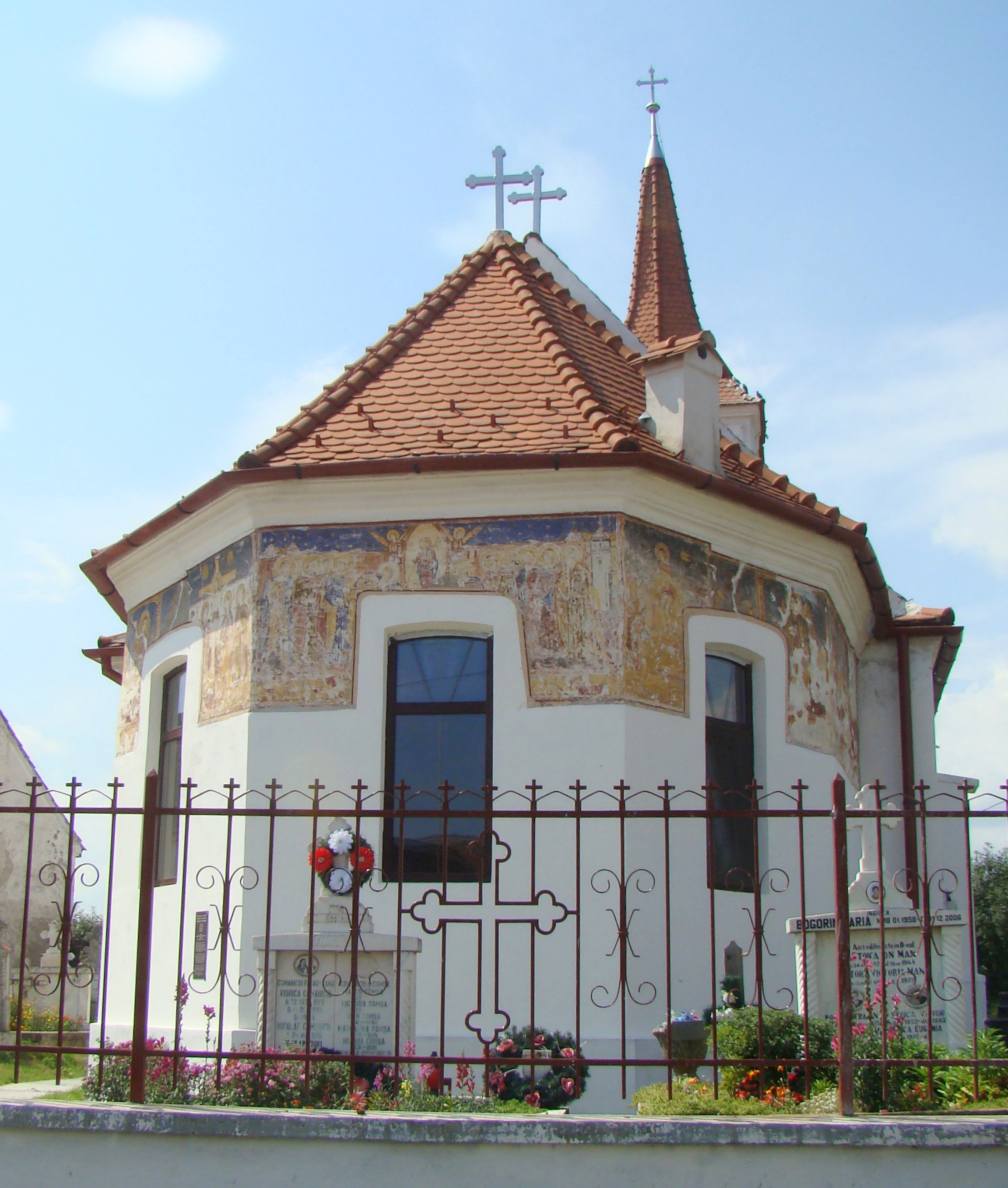
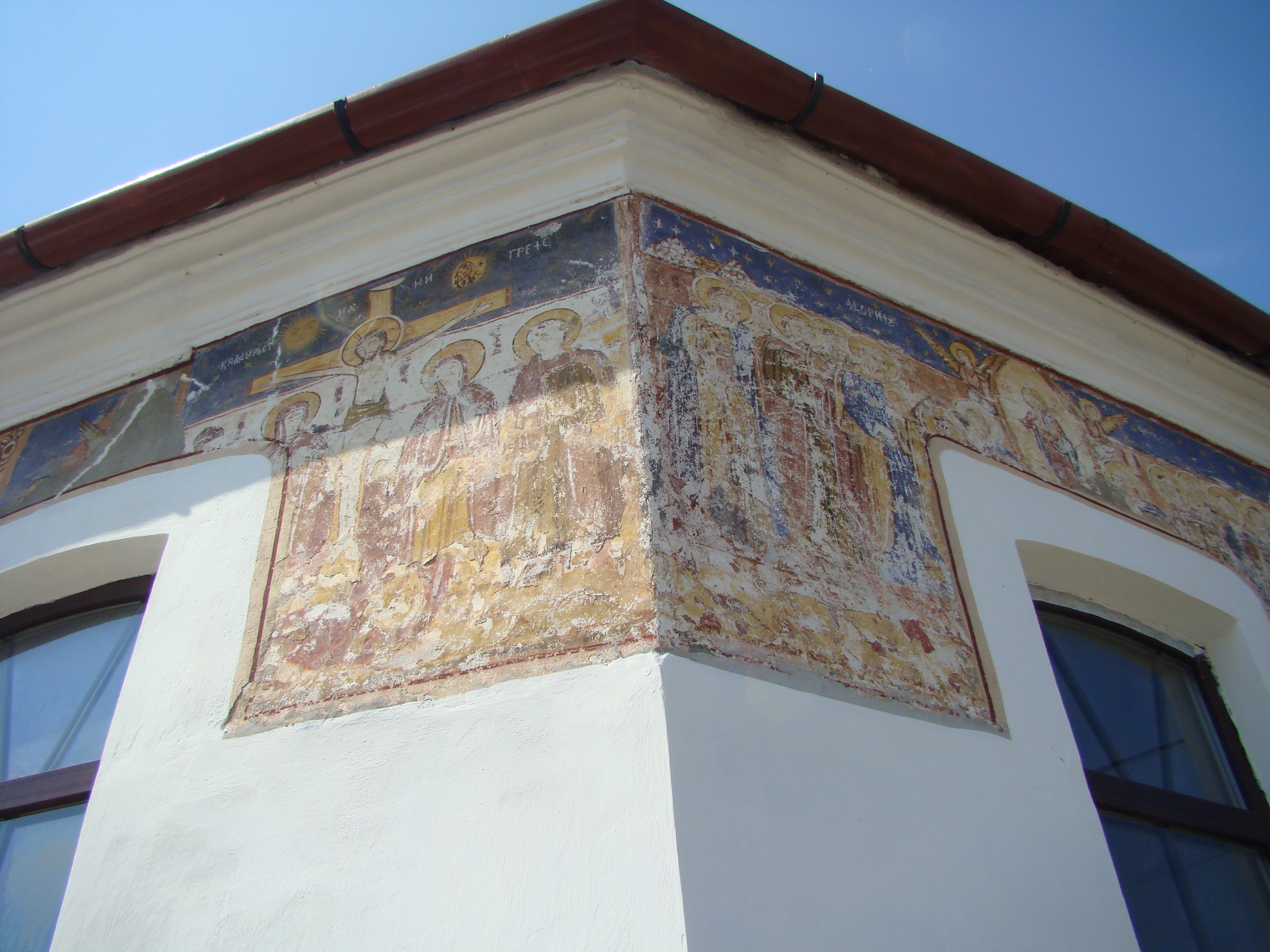
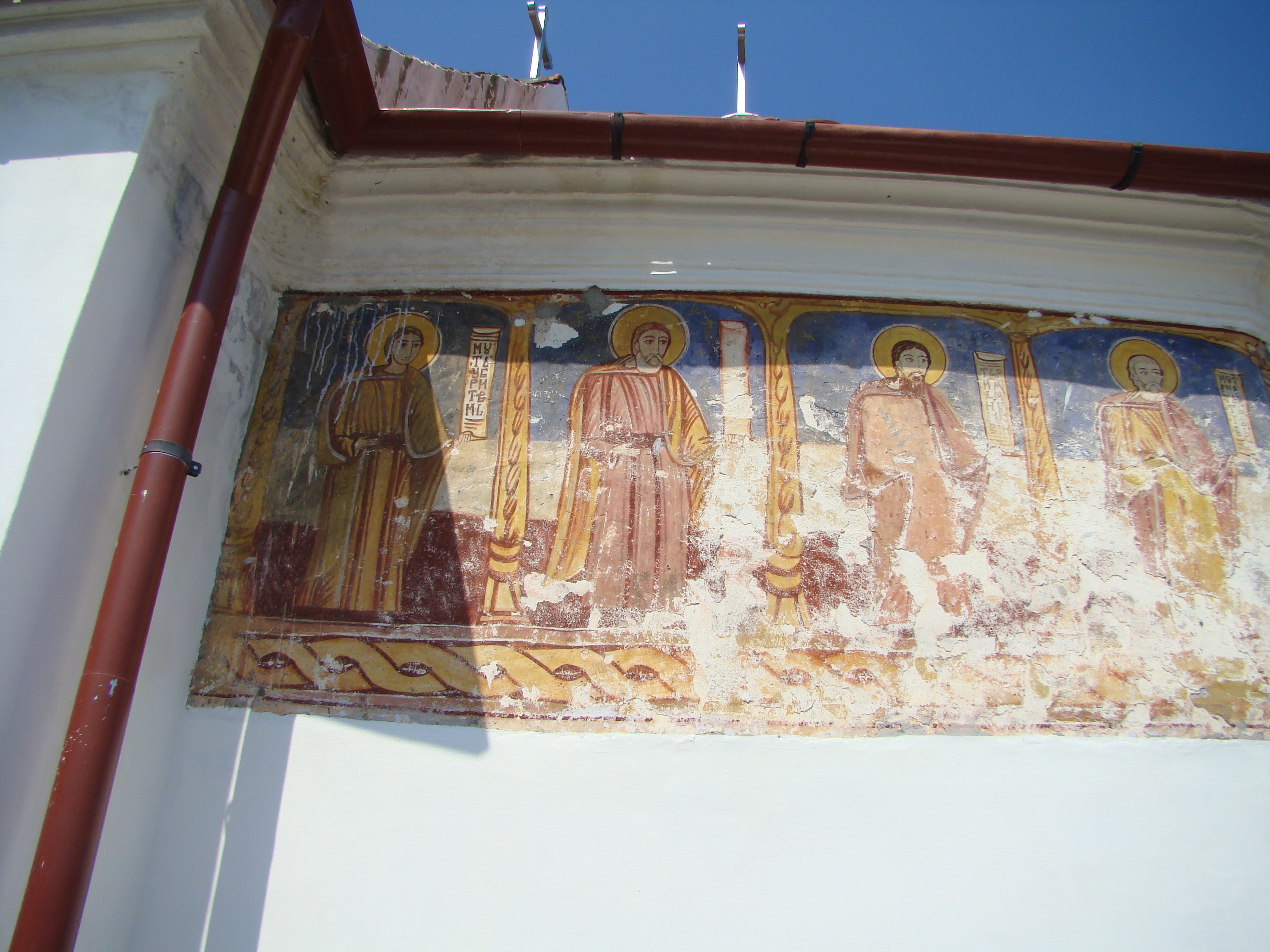
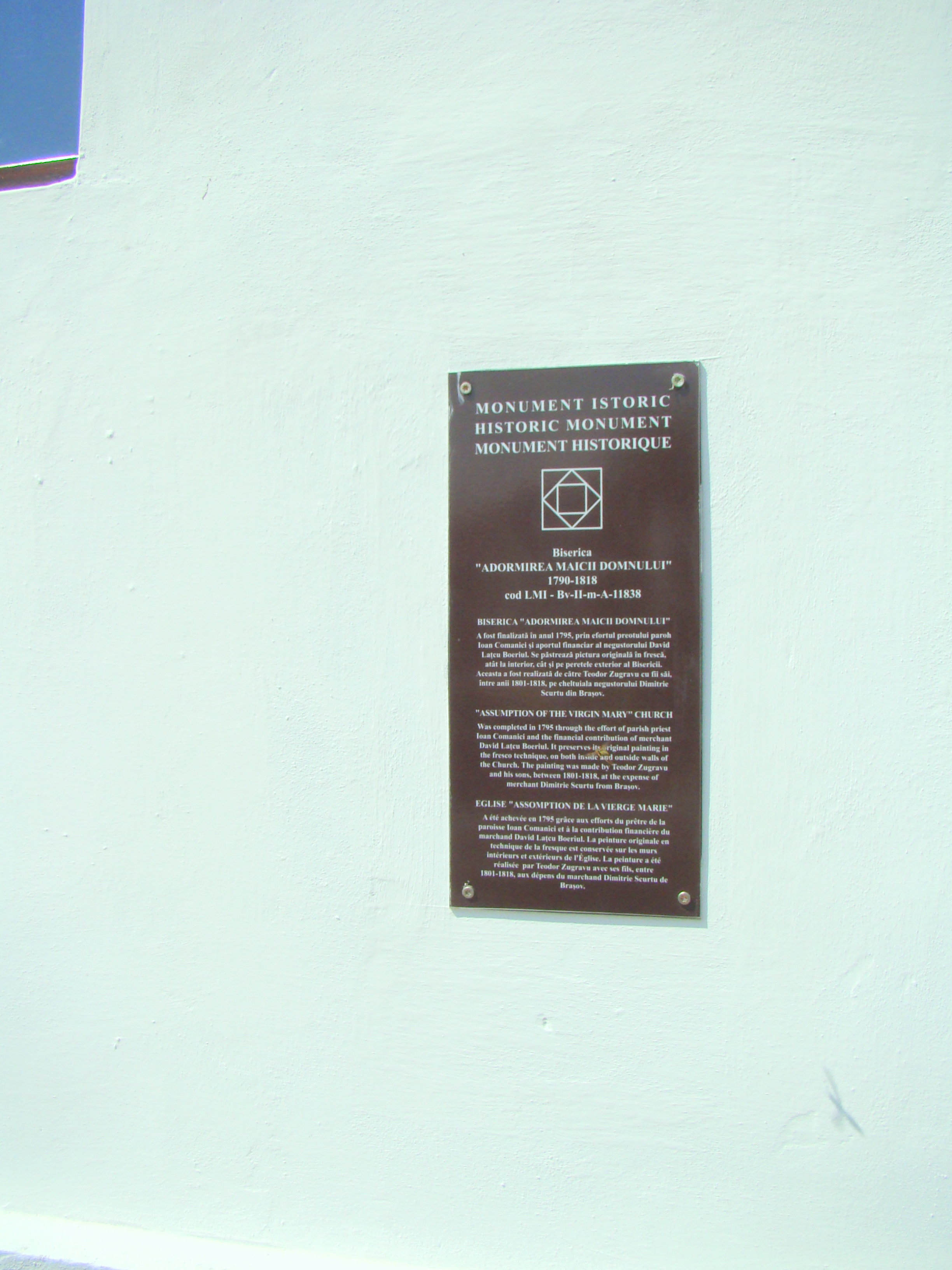
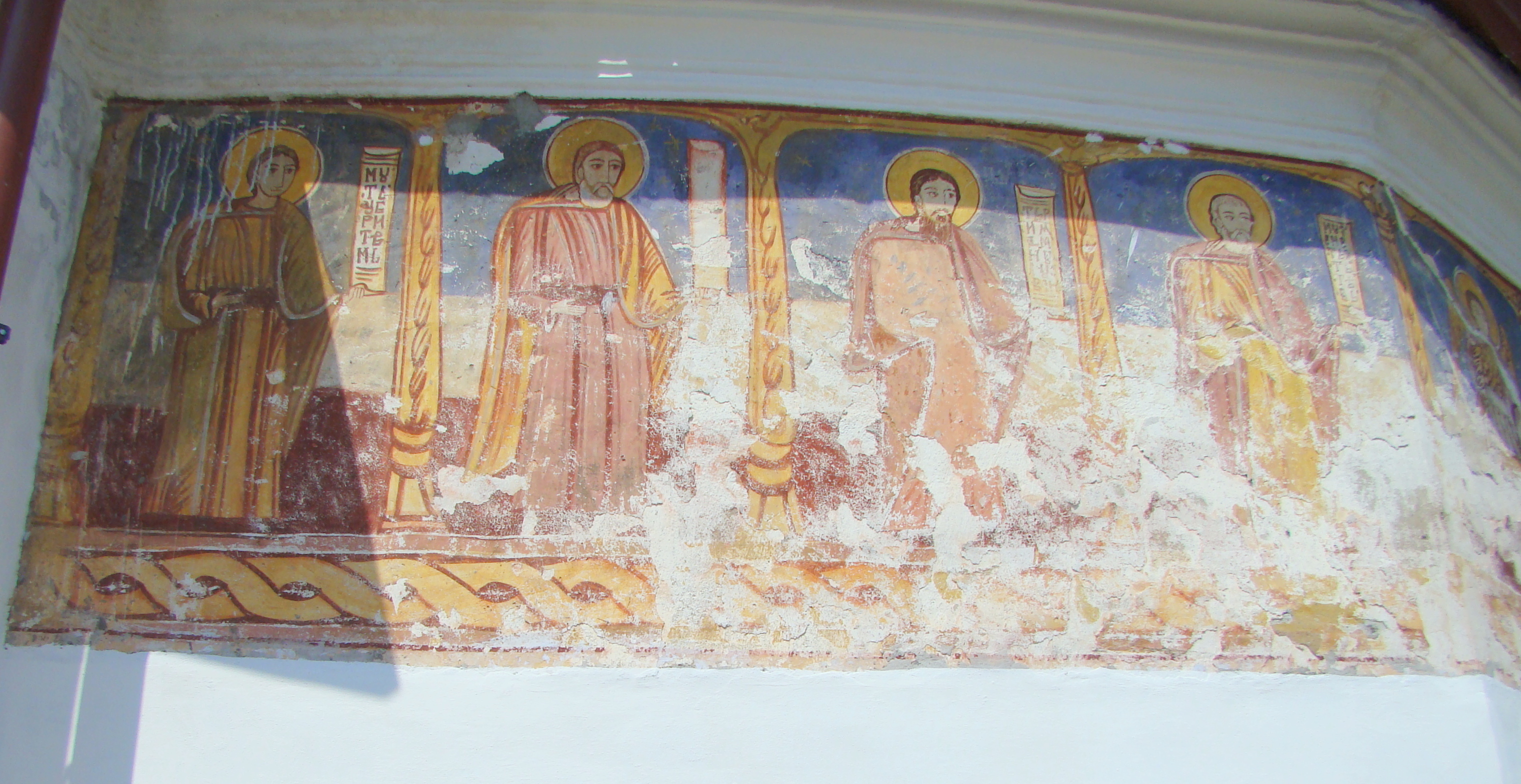
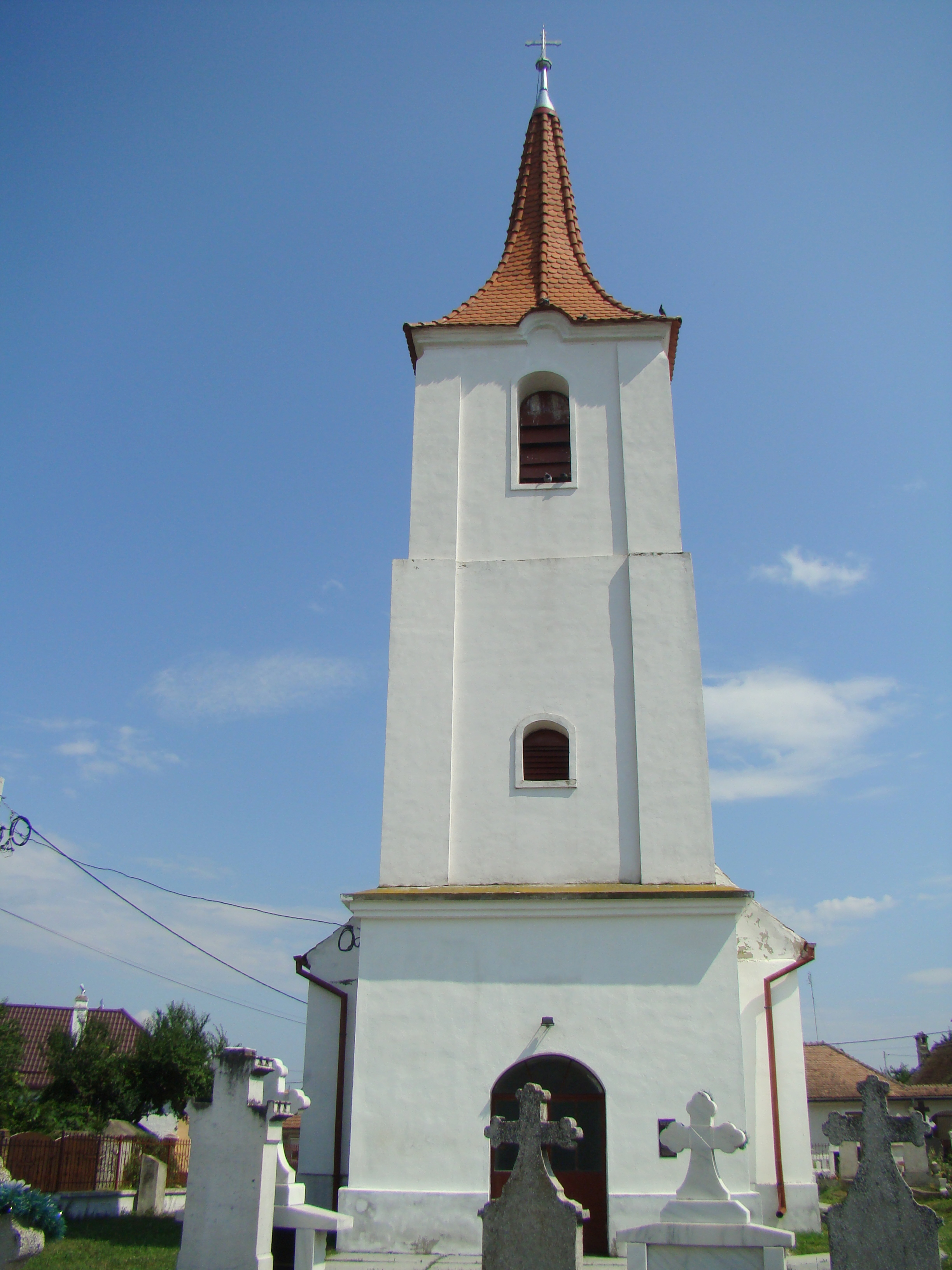
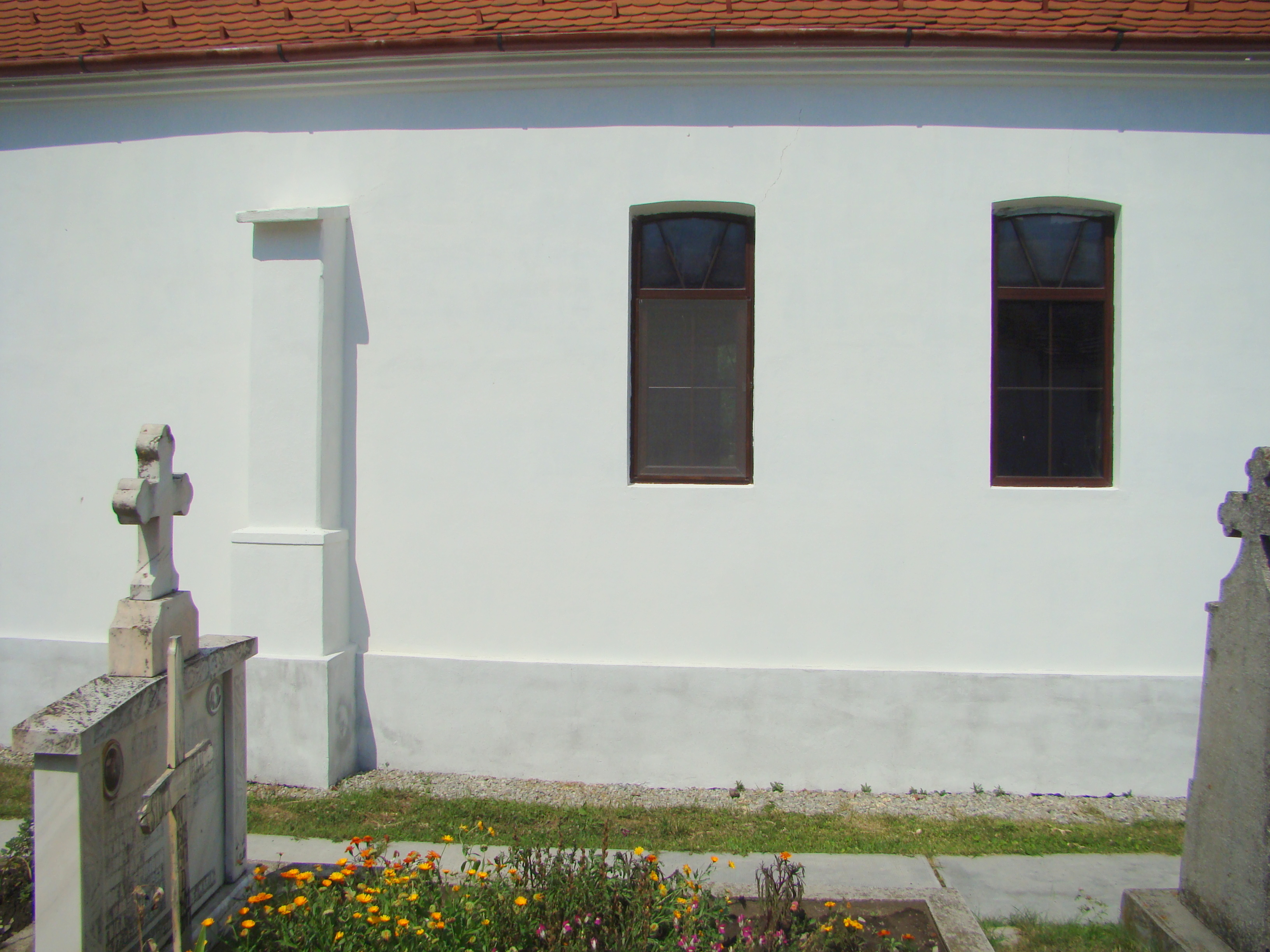
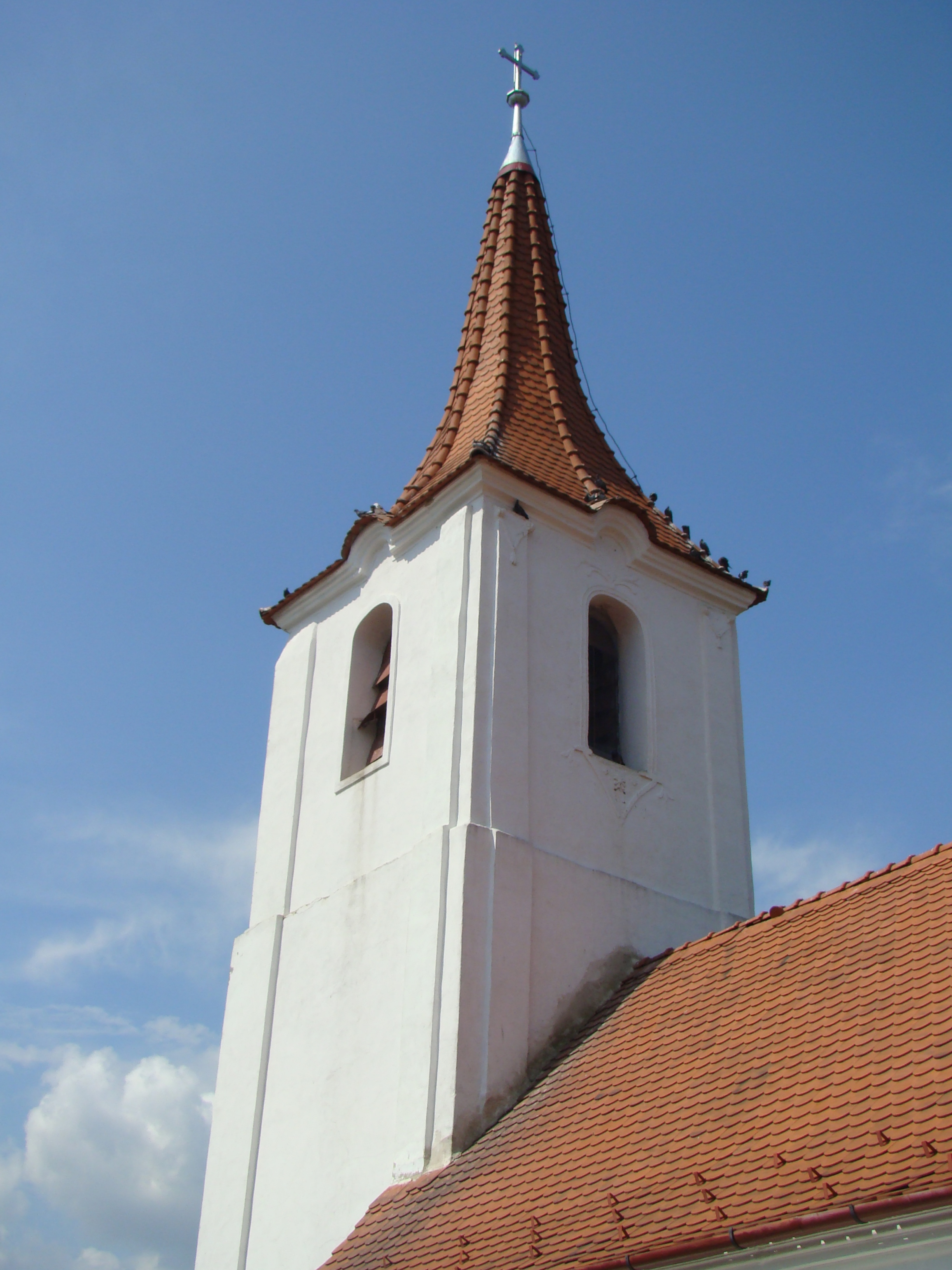
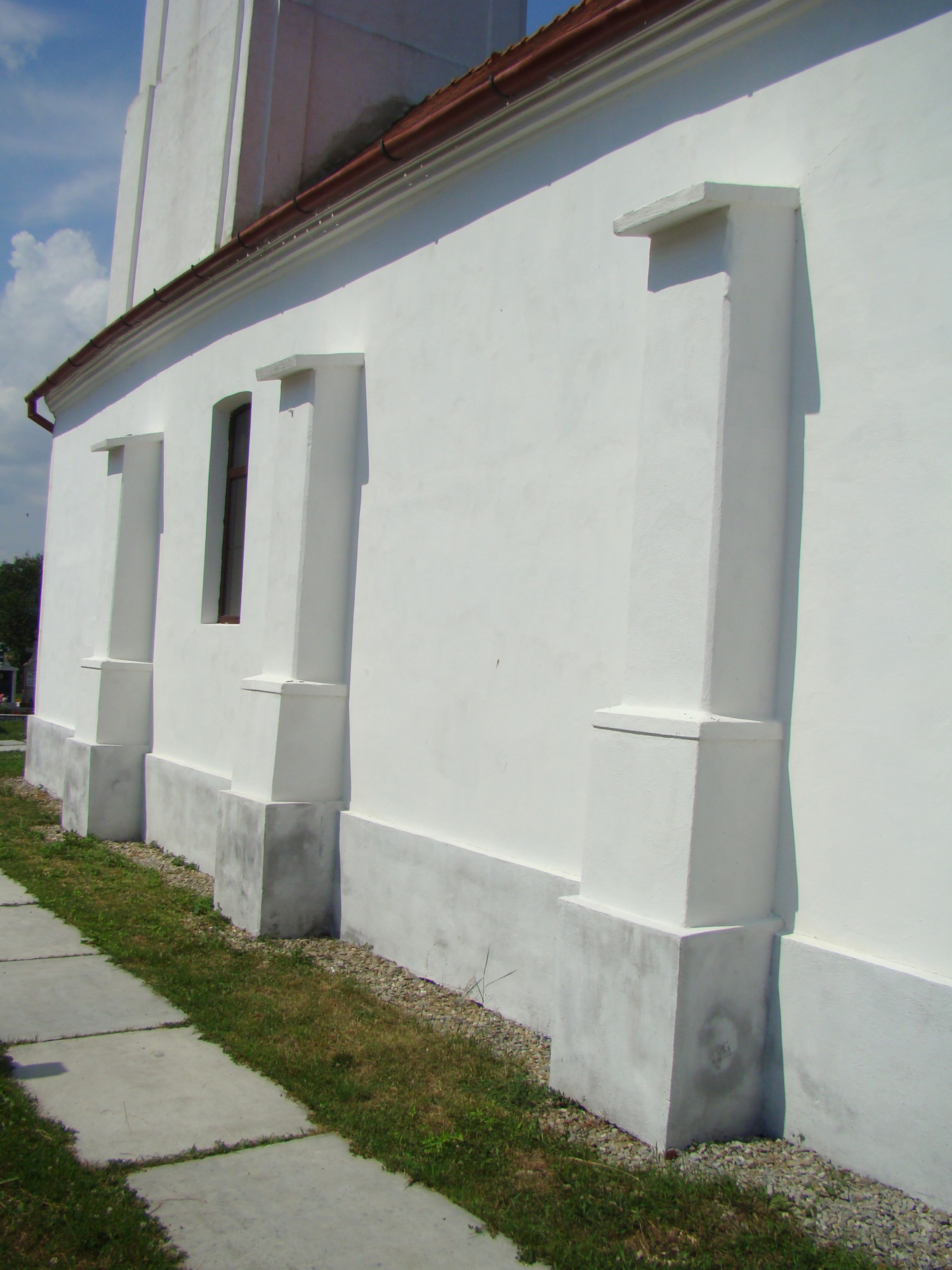
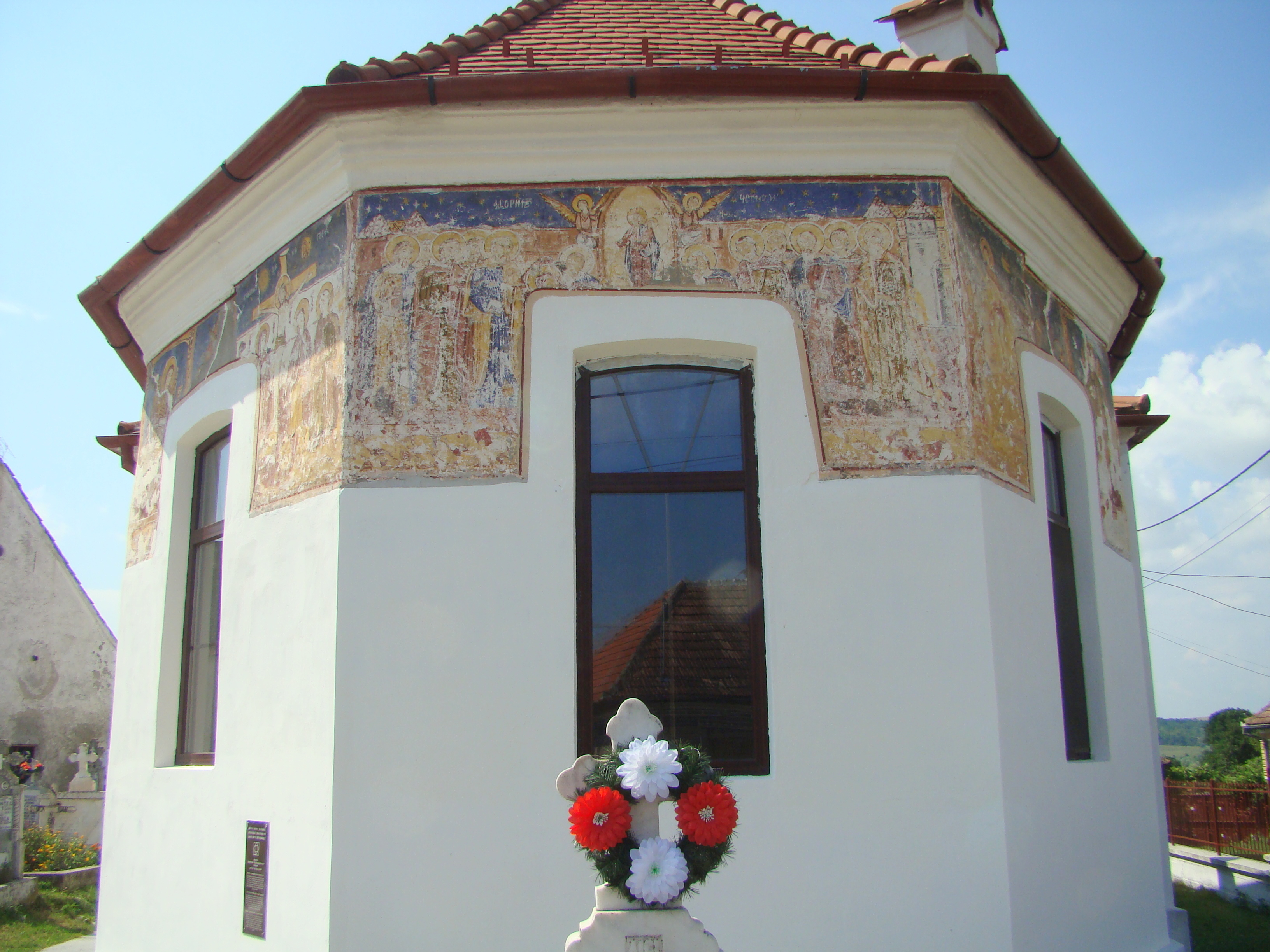
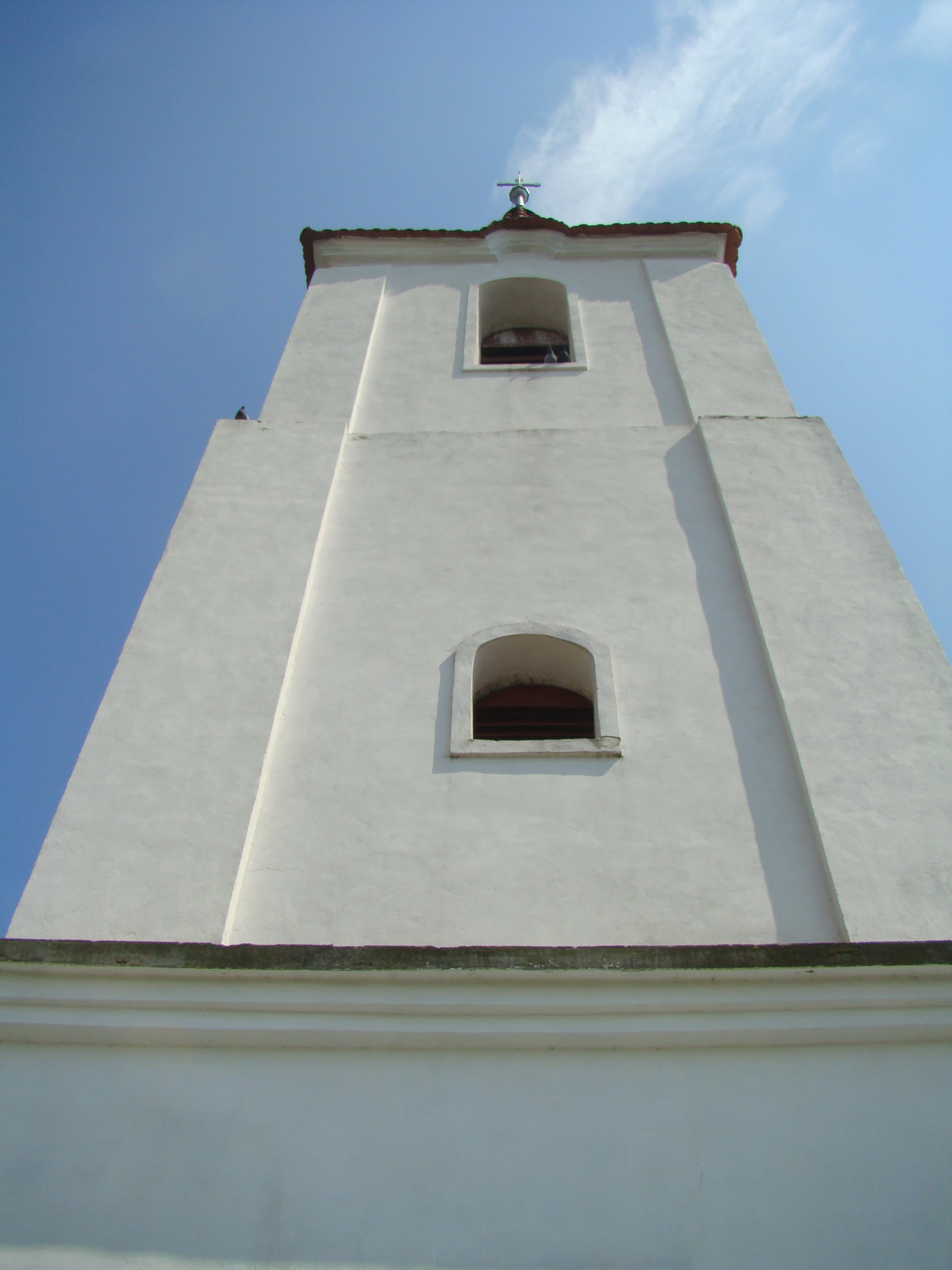
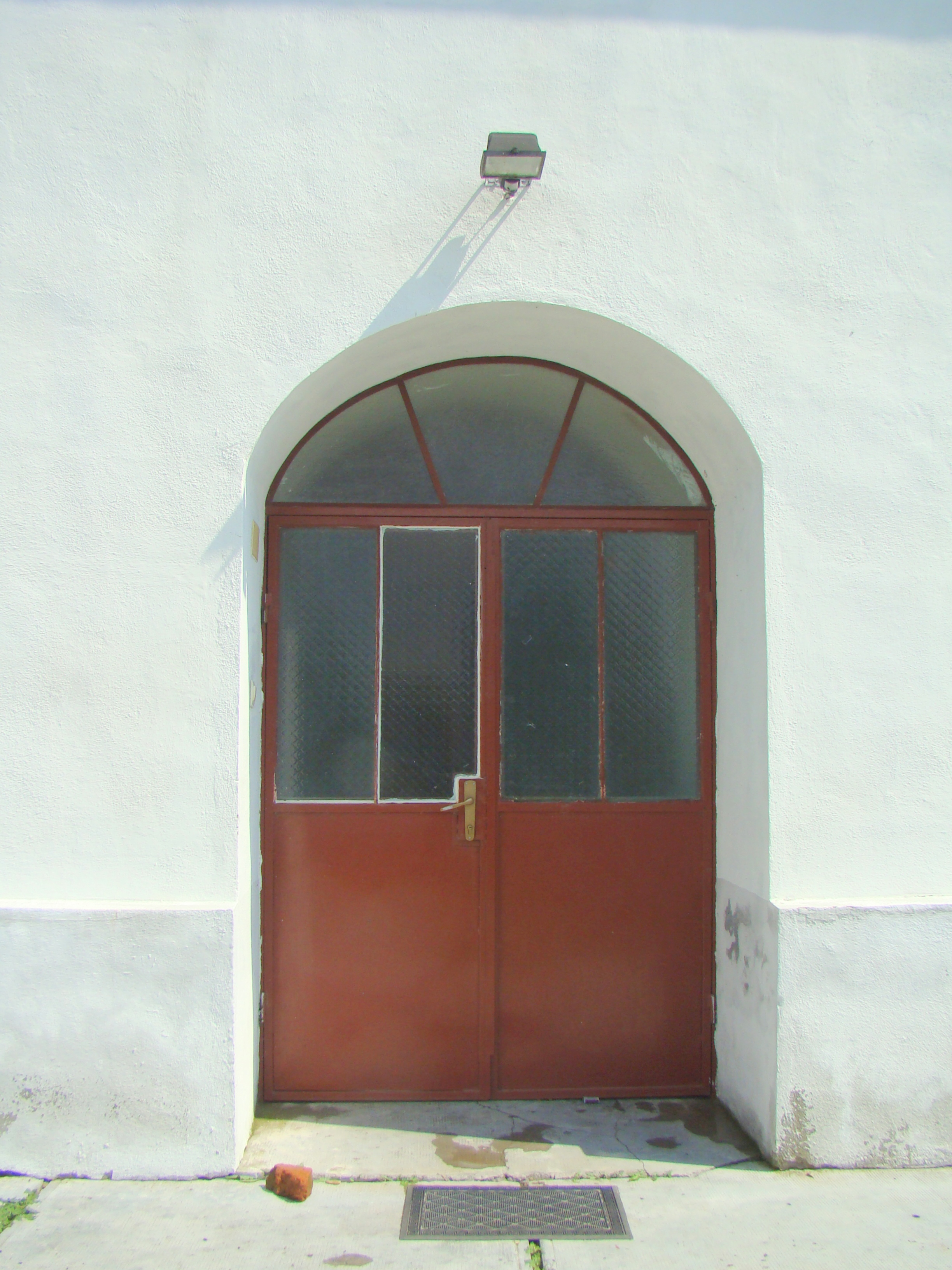
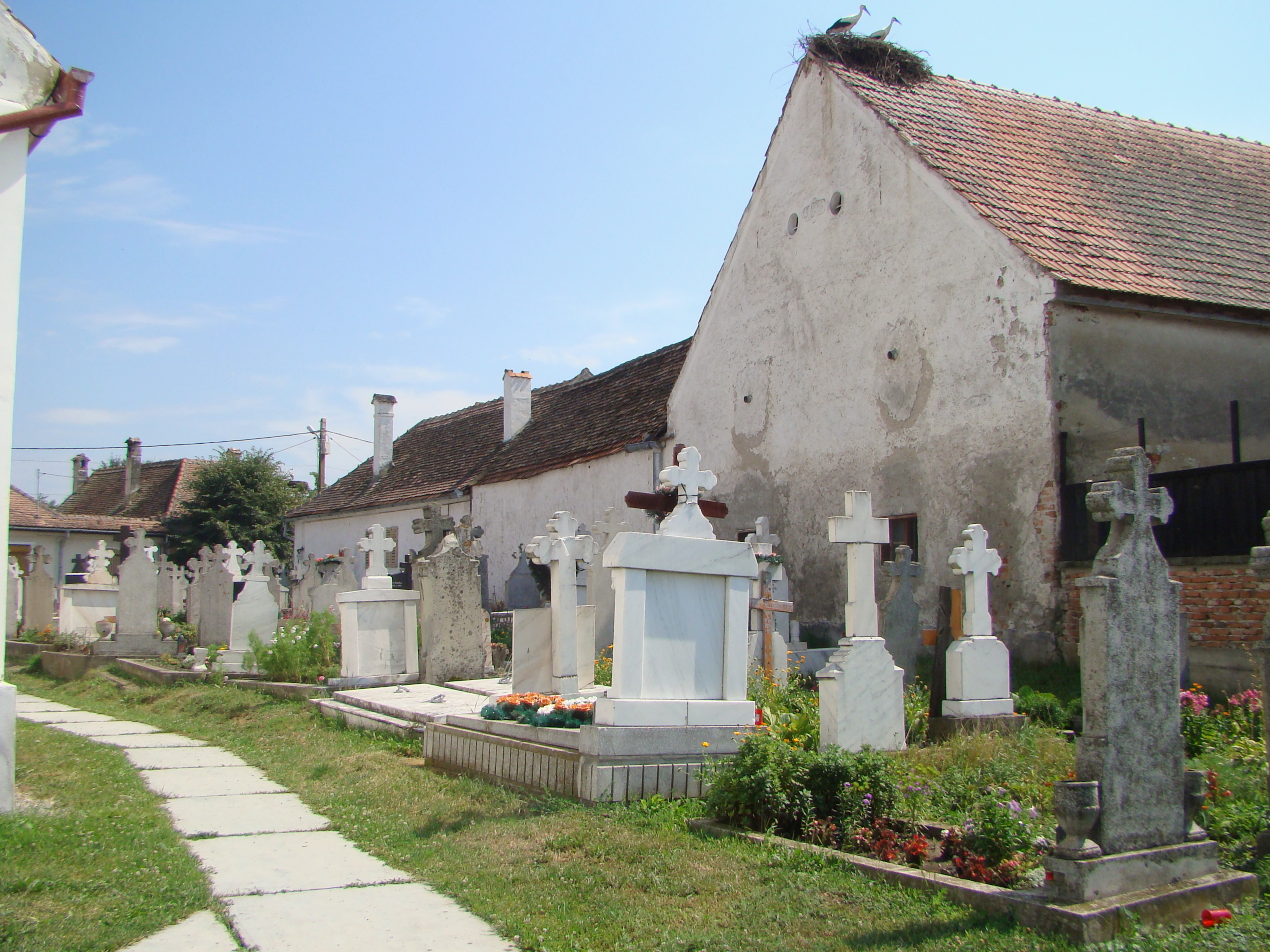
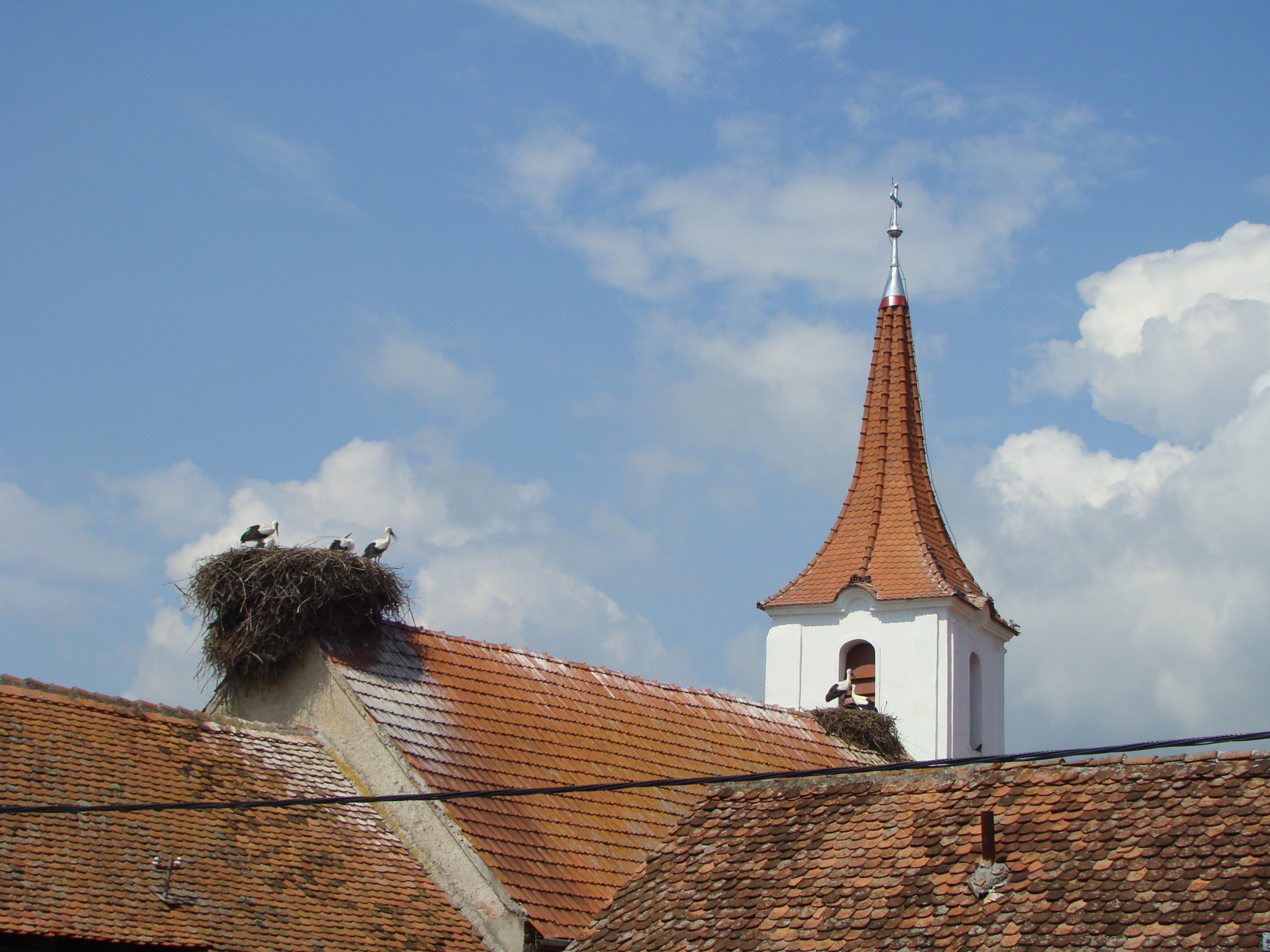
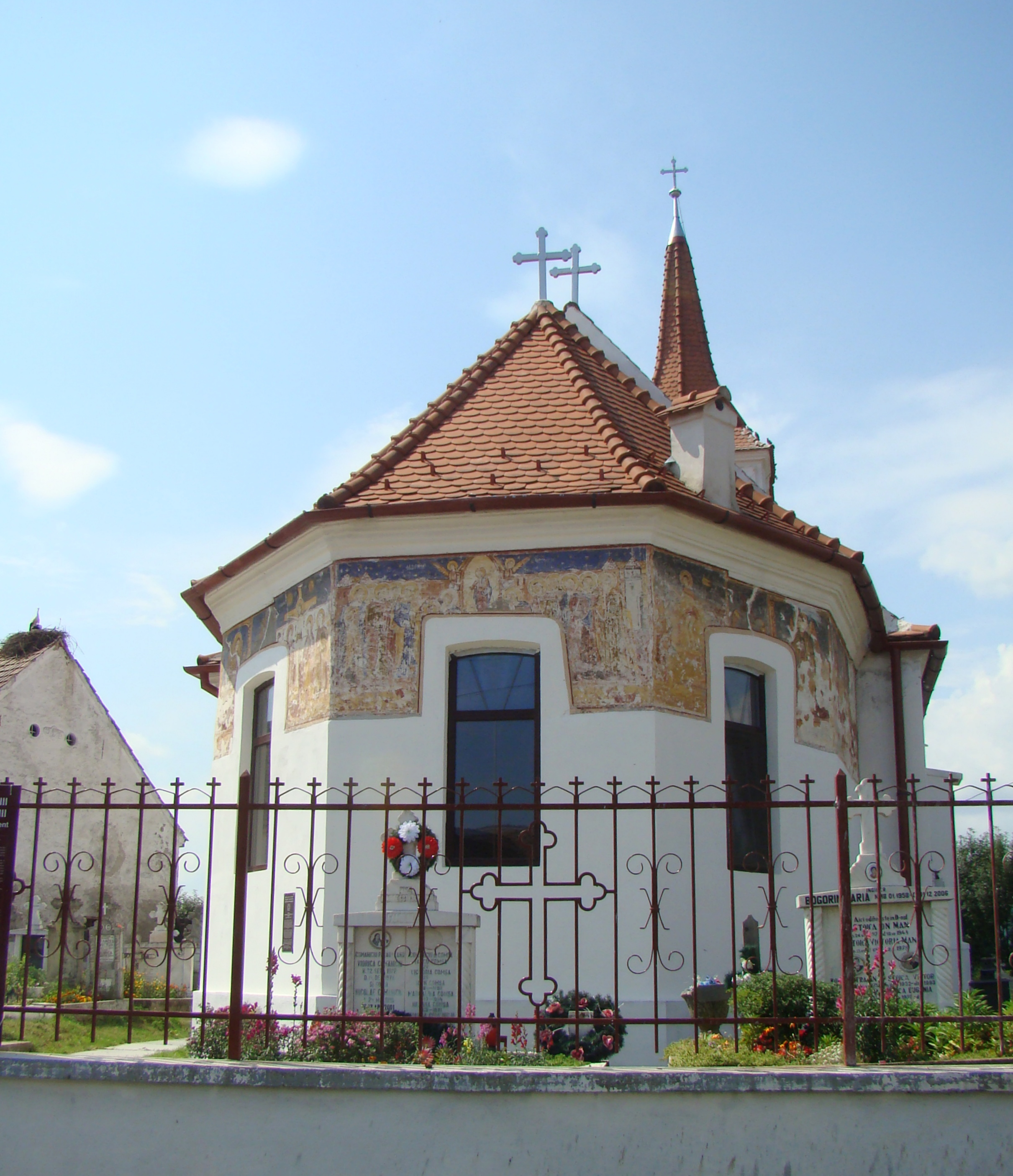